# Classic Albums: The Doors - The Doors
The Doors Classic Albums: The Doors è un documentario che racconta gli inizi della band statunitense e la registrazione del loro album di debutto.
Fa parte della serie di documentari registrati durante la trasmissione Classic Albums.

## Tracce
1. Intro
2. Break on Through (To the Other Side)
3. Soul Kitchen
4. The Crystal Ship
5. Twentieth Century Fox
6. Back Door Man
7. Alabama Song (Whisky Bar)
8. Light My Fire
9. End of the Night
10. The End
11. Bonus Material (38 minuti di materiale extra non incluso nel filmato originale mandato in TV)

## Formazione
- Jim Morrison - voce
- Ray Manzarek - organo, pianoforte, tastiera basso
- John Densmore - batteria
- Robert Krieger - chitarra